# Songs of Innocence (album U2)
Songs of Innocence – trzynasty studyjny album grupy U2. Udostępniony za darmo dla 500 milionów użytkowników portalu iTunes, przy okazji premiery smartfona firmy Apple - iPhone 6, 9 września 2014 roku. Oficjalnie wydany 13 października 2014.
W edycji Deluxe zostały zawarte wersje akustyczne 6 utworów z tej płyty.
Tematycznie album wraca do młodości członków zespołu w latach siedemdziesiątych, dotykając wspomnień z dzieciństwa, miłości i porażek, oddając hołd muzycznym inspiracjom grup The Ramones i The Clash. Bono określił to jako „najbardziej osobisty album, jaki napisaliśmy”.
Jest to również ostatni album zespołu, na którym Bono gra na gitarze (podobnie, jak na albumie How to Dismantle an Atomic Bomb, gra na niej tylko w 3 utworach).
W Polsce nagrania uzyskały certyfikat dwukrotnie platynowej płyty.

## Spis utworów
1. „The Miracle (of Joey Ramone)”
2. „Every Breaking Wave”
3. „California (There is No End to Love)”
4. „Song for Someone”
5. „Iris (Hold Me Close)”
6. „Volcano”
7. „Raised by Wolves”
8. „Cedarwood Road”
9. „Sleep Like a Baby Tonight”
10. „This Is Where You Can Reach Me Now”
11. „The Troubles” (gośc. Lykke Li)

### Edycja Deluxe
1. „Lucifer’s Hands”
2. „The Crystal Ballroom”
3. „The Troubles” (Alternative Version)
4. „Sleep Like a Baby Tonight” (Alternative Perspective Mix-includes „Invisible” as a hidden track)
5. „Invisible”
6. „The Crystal Ballroom” (12" mix)

- Wersje akustyczne

1. „Every Breaking Wave”
2. „California (There Is No End to Love)”
3. „Raised by Wolves”
4. „Cedarwood Road”
5. „Song for Someone”
6. „The Miracle (of Joey Ramone)” (Busker Version)

## Autorzy

### U2
- Bono - wokal, gitara (utwory: 1, 6, 9), dulcymer (utwór 2), syntezatory (utwory: 1, 3, 5, 7, 9-11)
- The Edge - gitara, syntezatory (utwory: 1-8, 10-11), wokal wspomagający; programowanie (utwór 5)
- Adam Clayton - gitara basowa, syntezatory (utwór 5)
- Larry Mullen Jr. - perkusja, instrumenty perkusyjne; chórki (utwory: 3, 10)

### Pozostali muzycy
- Brian Burton - syntezatory (utwory: 1-2, 7-11), programowanie (utwór: 7), dodatkowe instrumenty perkusyjne (utwór: 10), aranżacja chórków (utwór: 6)
- Ryan Tedder - syntezatory (utwory: 1-2, 4-5), programowanie (utwór: 1), gitara akustyczna (utwór: 1)
- Paul Epworth(inne języki) - syntezatory (utwory: 1, 3, 8), programowanie (utwór: 1), dodatkowe instrumenty perkusyjne (utwór: 1), slide guitar (utwór: 8)
- Flood - syntezatory (utwór: 4)
- Lykke Li - wokale (utwór: 11)
- Declan Gaffney - gitara akustyczna (utwory: 1 i 6), syntezatory (utwory: 2-8, 10-11), programowanie (utwory: 3, 7, 9), chórki (utwory: 3, 10), klaskanie (utwór: 6), dodatkowe instrumenty perkusyjne (utwór: 7), efekty wokalne (utwór: 7)
- "Classy" Joe Visciano - klaskanie (utwór: 6), chórki (utwór: 10)
- Leo Pearson - syntezatory (utwór: 9)
- Caroline Dale - wiolonczela, aranżacja instrumentów smyczkowych (utwór: 11)
- Natalia Bonner - skrzypce (utwór: 11)

Chórki (utwory 1, 6)
- Greg Clark
- Carlos Ricketts
- Tabitha Fair
- Kim Hill
- Quiona McCollum
- Nicki Richards
- Everett Bradley
- Bobby Harden
- Ada Dyer